# Lisette Verea
Lisette Verea (n. 27 august 1914, București, România – d. 27 august 2003, New York City, New York, SUA) a fost o renumită actriță de talie internațională și vedetă a cabaretului românesc.
În 1940 emigrează în Statele Unite ale Americii.

## Cariera
A debutat pe scena Teatrului Majestic, la doar 13 ani, cu un cuplet, scris anume pentru ea de către F. O. Fosian. După debut, artistul N. Kanner îi propune să facă teatru și să joace la „Colos”, în revista „Nimic nou pe frontul București” de Kirițescu.
Lisette Verea era foarte apreciată pentru vocea ei, fiind prima care a cântat celebra piesă „Ionel, Ionelule”, compusă de Claude Romano (pseudonimul artistic folosit de George Sbârcea), cântecul nemuritor lansat în 1937, interpretat în duet alături de Lulu Nicolau. Sică Alexandrescu, directorul teatrului Comedia din București, a lansat cu succes cupletul Lizette Verea și George Groner în comedia muzicală „Dragoste pe note” în noiembrie 1938.
Pe fondul celui de-al doilea Război Mondial, Lisette, a părăsit țara și s-a mutat permanent în SUA. Numele ei figurează pe o listă de pasageri ai vaporului President Grant, sosit în New York pe 3 octombrie 1941.
Cariera ei cinematografică a început în 1932, primul film în care a jucat fiind „Chemarea dragostei”, în regia lui Jean Mihail. A avut apoi rol principal într-o ecranizare a piesei „Trenul fantomă”, semnată de Arnold Riedley. A jucat și în filmul „O noaptea la Casablanca” în 1946, în regia fraților Marx.
Actrița cântăreață mai apare în opereta „The Merry Widow”, pe o piesă (The Girls at Maxims) din coloana sonoră editată de Decca în 1950.
S-a stins din viață la 27 august 2003 la New York (necrologul său a fost scris de redacția The New York Times).

## Piese de teatru (selectiv)
- Alhambra Palace
- Yo-Yo
- Cărăbușul în splendoare
- Festivalul Stroe-Vasilache
- La noi la Rio
- Cărăbușul cântă
- Bucureștiul cântă, Bucureștiul râde
- Marea Ducesă de Alhambra
- Balul Bucureștilor
- Lohengrin
- Dunărea albastră
- Cărăbuș Expres
- Afacerea Kubinsky

## Filmografie
- Trenul fantomă (1933)